# Léaz
Léaz est une commune française, située dans le département de l'Ain en région Auvergne-Rhône-Alpes.
Ses habitants s'appellent les Léaziens et les Léaziennes.

## Géographie
La commune de Léaz est située sur la rive droite de la vallée du Rhône, en aval du défilé de l'Écluse, gardé par le fort du même nom (Fort l'Écluse). Une partie de la commune s'appuie sur le massif calcaire du Crédo (ou Crêt d'Eau, haut Jura). Mais l'essentiel du territoire communal est recouvert de dépôts glaciaires et fluvio-glaciaires datant de la dernière glaciation (würmienne). En effet, le glacier du Rhône, qui s'était avancé loin vers l'aval lors du maximum glaciaire, s'est arrêté au niveau du défilé de l'Écluse lors de son recul. À ce stade, le glacier recouvrait encore le pays de Gex. Il a apporté de grandes quantités d'alluvions, (graviers et sables) qui se sont déposées dans un lac ayant recouvert temporairement le bassin de Bellegarde et le plateau de la Semine (Haute-Savoie). Ces sables sont exploités sur le territoire des communes de Bellegarde et Lancrans.
Outre son chef-lieu, la commune a trois hameaux : Grésin, Lavoux et Longeray.

### Climat
Pour des articles plus généraux, voir Climat d'Auvergne-Rhône-Alpes et Climat de l'Ain.
En 2010, le climat de la commune est de type climat des marges montargnardes, selon une étude du CNRS s'appuyant sur une série de données couvrant la période 1971-2000. En 2020, Météo-France publie une typologie des climats de la France métropolitaine dans laquelle la commune est exposée à un climat de montagne ou de marges de montagne et est dans la région climatique Alpes du nord, caractérisée par une pluviométrie annuelle de 1 200 à 1 500 mm, irrégulièrement répartie en été.
Pour la période 1971-2000, la température annuelle moyenne est de 10,6 °C, avec une amplitude thermique annuelle de 18,2 °C. Le cumul annuel moyen de précipitations est de 1 400 mm, avec 11,9 jours de précipitations en janvier et 8,7 jours en juillet. Pour la période 1991-2020, la température moyenne annuelle observée sur la station météorologique de Météo-France la plus proche, « Bellegarde », sur la commune de Valserhône à 5 km à vol d'oiseau, est de 11,1 °C et le cumul annuel moyen de précipitations est de 1 184,6 mm,. Pour l'avenir, les paramètres climatiques de la commune estimés pour 2050 selon différents scénarios d'émission de gaz à effet de serre sont consultables sur un site dédié publié par Météo-France en novembre 2022.

## Urbanisme

### Typologie
Au 1er janvier 2024, Léaz est catégorisée commune rurale à habitat dispersé, selon la nouvelle grille communale de densité à 7 niveaux définie par l'Insee en 2022.
Elle est située hors unité urbaine. Par ailleurs la commune fait partie de l'aire d'attraction de Genève - Annemasse (partie française), dont elle est une commune de la couronne,. Cette aire, qui regroupe 158 communes, est catégorisée dans les aires de 700 000 habitants ou plus (hors Paris),.

### Occupation des sols
L'occupation des sols de la commune, telle qu'elle ressort de la base de données européenne d’occupation biophysique des sols Corine Land Cover (CLC), est marquée par l'importance des forêts et milieux semi-naturels (55,8 % en 2018), en diminution par rapport à 1990 (57,8 %). La répartition détaillée en 2018 est la suivante : 
forêts (53,3 %), prairies (19,8 %), zones agricoles hétérogènes (16,3 %), zones urbanisées (4,6 %), eaux continentales (3,4 %), espaces ouverts, sans ou avec peu de végétation (2,1 %), milieux à végétation arbustive et/ou herbacée (0,4 %).
L'évolution de l’occupation des sols de la commune et de ses infrastructures peut être observée sur les différentes représentations cartographiques du territoire : la carte de Cassini (XVIIIe siècle), la carte d'état-major (1820-1866) et les cartes ou photos aériennes de l'IGN pour la période actuelle (1950 à aujourd'hui).

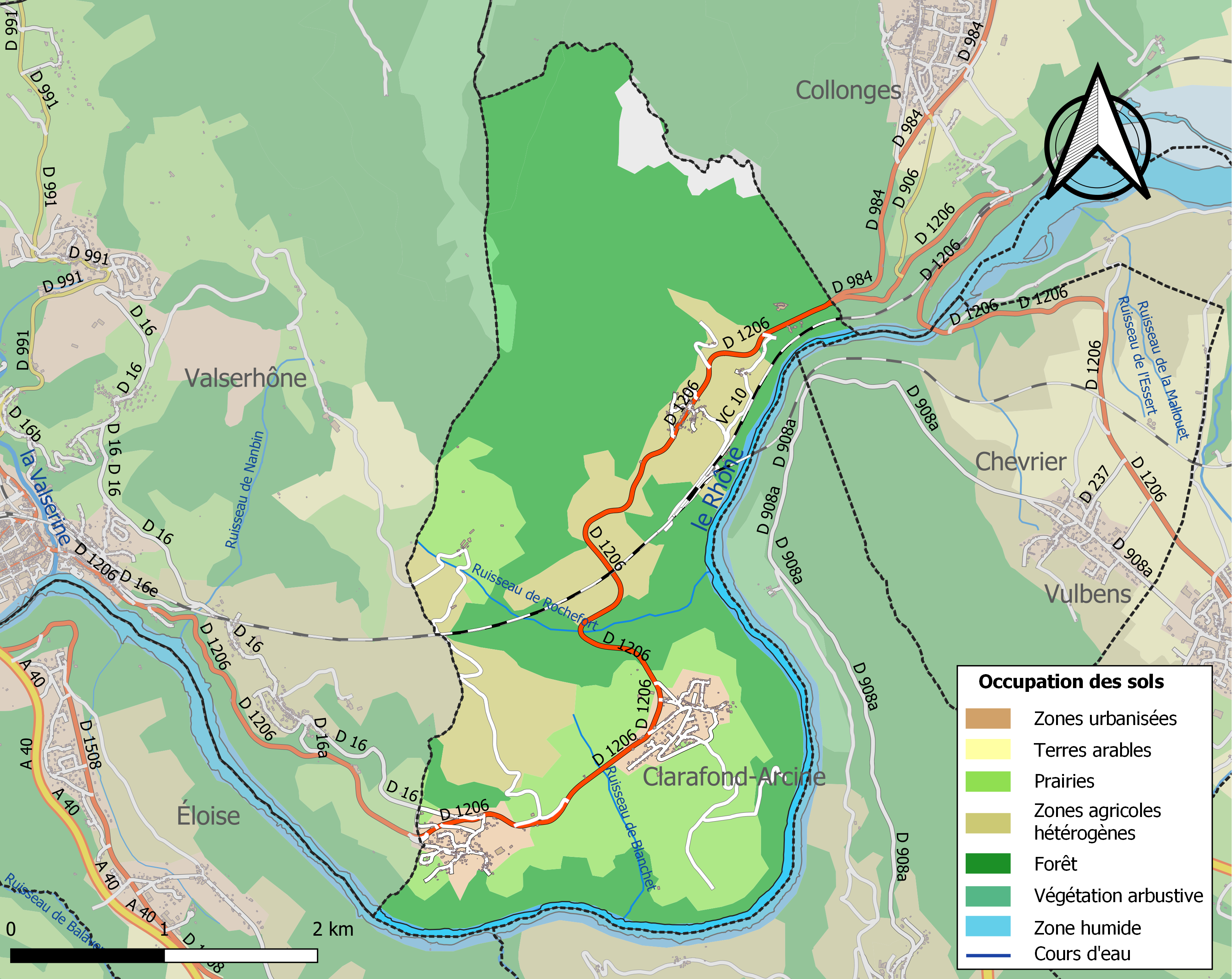
Carte des infrastructures et de l'occupation des sols de la commune en 2018 (CLC).

## Histoire
En 1601, le Pays de Gex et le Bugey deviennent français. Ils sont séparés par le chemin des espagnols sous souveraineté savoyarde, permettant de rejoindre la Savoie à la Franche-Comté. Le chemin démarre au pont de Grésin et englobe le bourg de Léaz mais pas Longeray. Le libre passage est autorisé pour les Français entre Musinens et le fort l'Ecluse.
En 1760, le traité de Turin supprime cette enclave et Léaz devient français.
En janvier 1928, un avion de transport Junkers G 24 pris dans une tempête de neige fait un atterrissage forcé sur une forêt non loin du Fort l'Écluse. Il n'y a eu seulement un seul blessé.
Durant l'Occupation, la ligne de démarcation passe sur le territoire de la commune.

## Toponymie
Léaz est un toponyme d'origine arpitane. La prononciation originelle est Léa, accentué sur le é.

## Politique et administration

### Découpage territorial
La commune de Léaz est membre de l'intercommunalité Pays de Gex Agglo, un établissement public de coopération intercommunale (EPCI) à fiscalité propre créé le 31 mai 1995 dont le siège est à Gex. Ce dernier est par ailleurs membre d'autres groupements intercommunaux.
Sur le plan administratif, elle est rattachée à l'arrondissement de Gex, au département de l'Ain et à la région Auvergne-Rhône-Alpes. Sur le plan électoral, elle dépend du  canton de Thoiry pour l'élection des conseillers départementaux, depuis le redécoupage cantonal de 2014 entré en vigueur en 2015, et de la troisième circonscription de l'Ain  pour les élections législatives, depuis le dernier découpage électoral de 2010.

### Administration municipale

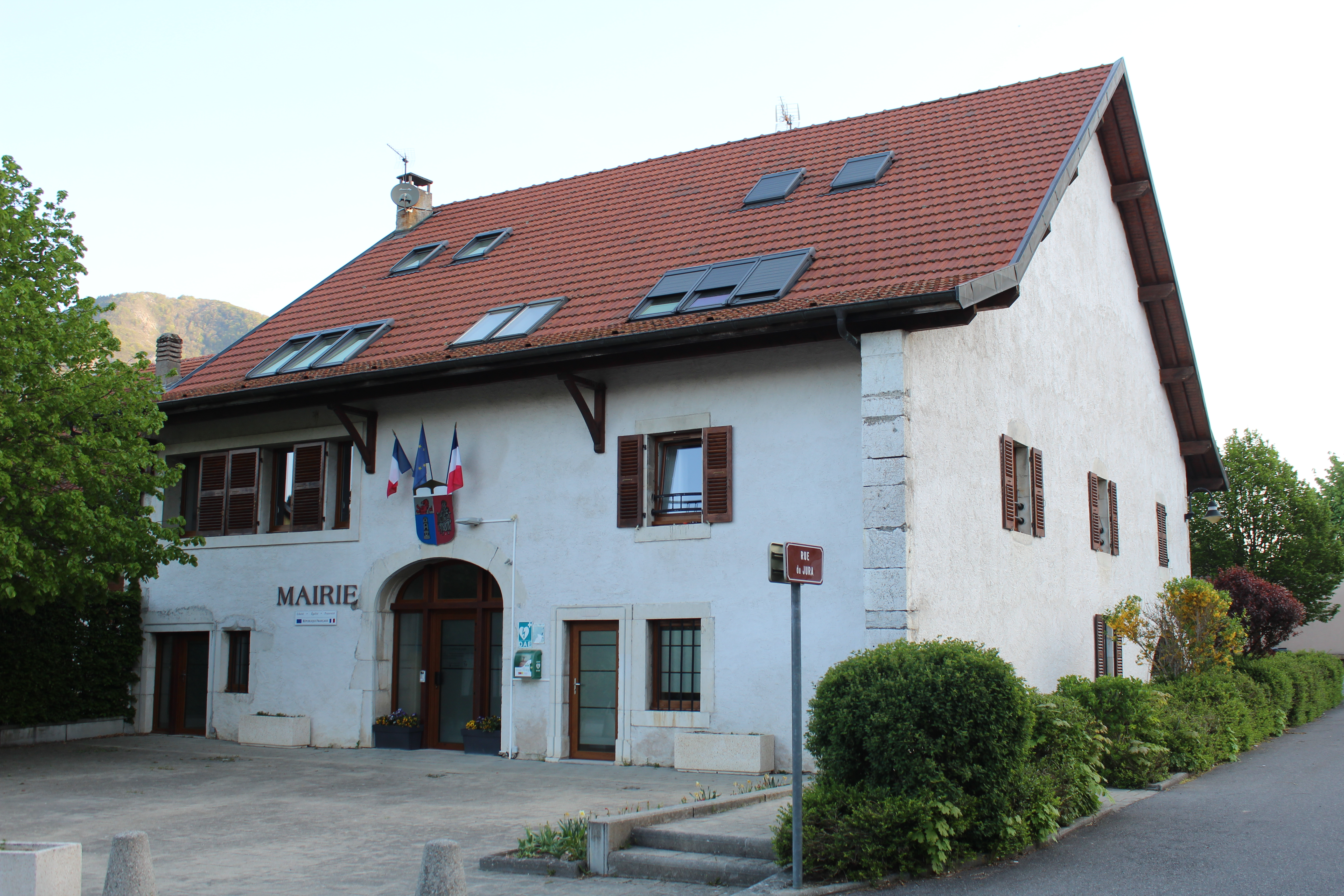
Mairie.

| Période                                  | Période  | Identité        | Étiquette | Qualité                              |
| ---------------------------------------- | -------- | --------------- | --------- | ------------------------------------ |
| mars 2001                                | 2014     | Daniel Tricot   |           |                                      |
| 2014                                     | mai 2020 | Alain Gillard   |           | Retraité salarié du secteur privé    |
| mai 2020                                 | En cours | Christine Blanc |           | Employée administrative d'entreprise |
| Les données manquantes sont à compléter. |          |                 |           |                                      |

## Démographie
L'évolution du nombre d'habitants est connue à travers les recensements de la population effectués dans la commune depuis 1793. Pour les communes de moins de 10 000 habitants, une enquête de recensement portant sur toute la population est réalisée tous les cinq ans, les populations de référence des années intermédiaires étant quant à elles estimées par interpolation ou extrapolation. Pour la commune, le premier recensement exhaustif entrant dans le cadre du nouveau dispositif a été réalisé en 2004.
En 2022, la commune comptait 887 habitants, en évolution de +23,37 % par rapport à 2016 (Ain : +5,15 %, France hors Mayotte : +2,11 %).
| 1793 | 1800 | 1806 | 1821 | 1831 | 1836 | 1841  | 1846 | 1851  |
| ---- | ---- | ---- | ---- | ---- | ---- | ----- | ---- | ----- |
| 445  | 544  | 528  | 644  | 775  | 859  | 1 026 | 824  | 1 003 |

| 1856  | 1861  | 1866 | 1872 | 1876 | 1881 | 1886 | 1891 | 1896 |
| ----- | ----- | ---- | ---- | ---- | ---- | ---- | ---- | ---- |
| 1 029 | 1 013 | 908  | 907  | 812  | 875  | 785  | 788  | 726  |

| 1901 | 1906 | 1911 | 1921 | 1926 | 1931 | 1936 | 1946 | 1954 |
| ---- | ---- | ---- | ---- | ---- | ---- | ---- | ---- | ---- |
| 695  | 666  | 581  | 458  | 489  | 405  | 435  | 383  | 450  |

| 1962 | 1968 | 1975 | 1982 | 1990 | 1999 | 2004 | 2006 | 2009 |
| ---- | ---- | ---- | ---- | ---- | ---- | ---- | ---- | ---- |
| 433  | 405  | 480  | 482  | 461  | 481  | 503  | 502  | 529  |

| 2014 | 2019 | 2022 | - | - | - | - | - | - |
| ---- | ---- | ---- | - | - | - | - | - | - |
| 687  | 778  | 887  | - | - | - | - | - | - |

## Culture et patrimoine

### Lieux et monuments

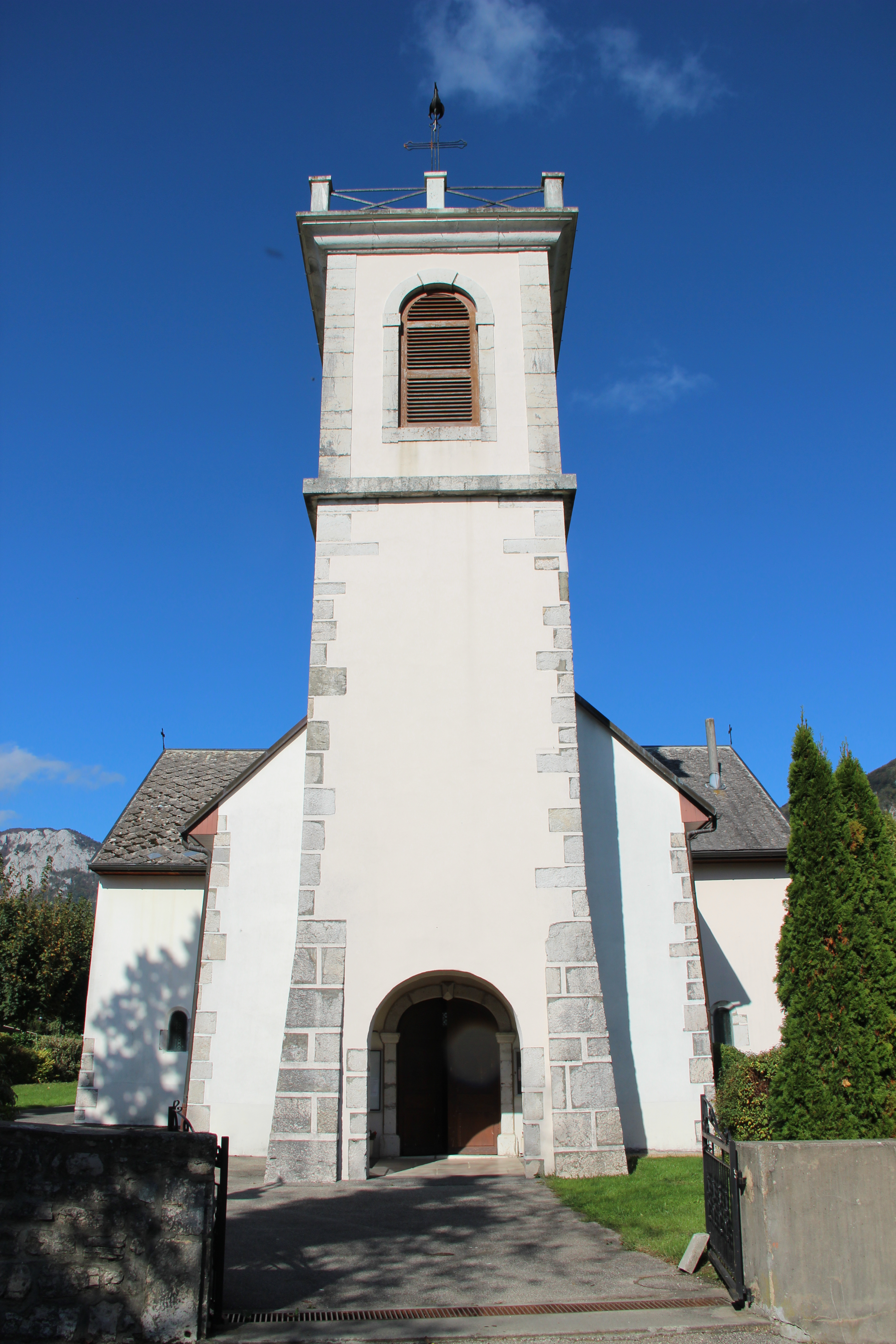
Église Saint-Amand.

- Fort l'Écluse. L'ouvrage fortifié a été construit à flanc de montagne pour contrôler le défilé de l'Écluse passage du Rhône en sortie ouest du bassin genevois à 6 km au nord-nord-est de Léaz. Le site classé s'étend sur 1 844 hectares et offre les vestiges de plusieurs siècles d'architectures militaires (tours, tourelles de guet, meurtrières, échauguettes, casemates, chambres à munitions…). Du XIIIe siècle subsiste une tour semi-circulaire dite « Tour de César » et divers bâtiments du XVe siècle remployés dans un fort des XVIe et XVIIe siècles et fortement modifié vers 1830. Le château des sires de Gex a été construit après 1225 et avant 1277[27].
- Belvédère de Léaz. C'est sur un éperon rocheux, culminant à 547 m, situé à l'extrémité est du village et surplombant le Rhône en rive droite, qu'a été érigée la statue de la Vierge de Léaz. On trouve également sur cette hauteur les traces de l'ancien village et de son château (ruines d'Ayaz) cité depuis 1183[28], abandonnés à la fin du XVIe siècle, et dont subsistent les ruines du mur d'enceinte et d'une tour carrée. Du belvédère, on peut voir non seulement le Jura et le Vuache, mais également le village de Léaz, le Rhône et le fort l'Écluse.
- Viaduc ferroviaire de Longeray. Situé peu après la gare de bifurcation de Longeray-Léaz (fermée aux voyageurs) sur la ligne de Longeray-Léaz au Bouveret, il fut reconstruit après la guerre.
- Pont de Grésin. C'est un pont suspendu qui franchit le Rhône sous le hameau de Grésin. On peut y accéder en automobile depuis Grésin. En revanche, en direction d'Éloise, sur le versant savoyard du Rhône, seul un chemin de terre conduit au pont. Ce pont a été construit à la suite de la mise en eau en 1948 du barrage de Génissiat et de la formation du lac de barrage, qui a noyé un ancien pont situé en dessous. Cet ancien pont avait eu dans le passé une importance stratégique, au XVIIe siècle. En effet, il faisait partie du chemin des Espagnols, par lequel les armées espagnoles étaient autorisées à traverser le royaume de France pour rejoindre la Franche-Comté (alors territoire espagnol) à partir de la Savoie, en passant par Chézery.
- Église Saint-Amand datant de 1675.

### Héraldique
| Blason de Léaz | Blason  | Parti : au 1er d'azur à la tour d'argent ajourée de sable, au chef d'argent au lion issant de gueules, au 2e de gueules à la Vierge à l'Enfant assise sur un trône d'argent, les deux auréolés d'or. |
| Blason de Léaz | Détails | Le statut officiel du blason reste à déterminer. |